# Monumentul eroilor din 1916-1918 din București
Monumentul eroilor din 1916-1918 din București este opera sculptorului Vasile Ionescu-Varo (1889 - 1950). A fost inaugurat în anul 1923 și este un grup statuar comemorativ de război.

Detaliu

Piedestalul de formă paralelipipedică cu colțurile teșite, așezat pe o baza de plan octogonal, este din beton armat, acoperit cu plăci de piatră și se sprijină pe un postament cu două trepte. Fațada principală a piedestalului este ornamentată în partea superioară cu o coroană de lauri, iar baza este înconjurată de un brâu cu motive decorative, întrerupt pe cele patru laturi de blocuri de piatră fasonată. Pe laturile fațadei principale sunt amplasate două urne de bronz. Pe una din plăcile de marmură este inscripționat: „Patria recunoscătoare eroilor neamului morți pe câmpul de onoare”. Numele încrustat în marmură al unor eroi morți la datorie sfidează de asemenea trecerea timpului. În spatele piedestalului este montat un basorelief din bronz, care redă o scenă de luptă din Primul Război Mondial. Piedestalul este surmontat de un grup statuar din bronz, înalt de 2,20 m, compus din două personaje: o femeie în costum național, simbolizând patria, care ține în stânga un drapel, iar cel de al doilea personaj este un ostaș rănit
Lucrarea este înscrisă în Lista monumentelor istorice 2010 - Municipiul București - la nr. crt. 2372, cod LMI B-III-m-B-20053.
Monumentul este amplasat pe strada Silvestru nr. 34-36, sector 2, în apropierea Bisericii Sfântul Silvestru.